# محمود فرشيدي
محمود فرشيدي (29 مايو 1951 - 12 مارس 2025)، هو سياسي إيراني شغل منصب وزير التعليم في إيران من عام 2005 إلى عام 2007 في عهد الرئيس محمود أحمدي نجاد.

## روابط خارجية
لا بيانات لهذه المقالة على ويكي بيانات تخص الفن